# Wilhelm Flenner
Wilhelm Flenner (ur. 10 października 1922, zm. w lutym 1995) – austriacki sztangista. Olimpijczyk z Helsinek 1952, gdzie zajął czternaste miejsce w kategorii do 82,5 kg. Trzykrotnie stawał na podium mistrzostw Europy, w tym na najwyższym stopniu w 1953 roku. 
- Turniej w Helsinkach 1952

Czternasty w podrzucie, jedenasty w rwaniu i osiemnasty w wyciskaniu. Łącznie uzyskał 352,5 kg.